# Branchiomaldane maryae
Branchiomaldane maryae is een borstelworm uit de familie Arenicolidae.
De wetenschappelijke naam van de soort werd in 2001 gepubliceerd door Nogueira & Rizzo.